# 斑叶女贞
斑叶女贞（学名：Ligustrum punctifolium）为木犀科女贞属的灌木植物，只分布在香港(深涌、三椏村、三椏涌)和越南，目前尚未由人工引种栽培。1929年香港涌尾發現，漁護署現對斑葉女貞進行遷地保育，包括栽培在城門標本林。